# توئیلا تارپ
توئیلا تارپ (انگلیسی: Twyla Tharp؛ زادهٔ ۱ ژوئیهٔ ۱۹۴۱) طراح رقص، نویسنده، رقصنده و رقصنده باله اهل ایالات متحده آمریکا است.
وی همچنین برندهٔ جوایزی همچون جایزه مرکز کندی، کمک‌هزینه گوگنهایم، نشان ملی هنر، و جوایز امی شده‌است.